# Shizuko Tōdō
Shizuko Tōdō (japanisch 藤堂 志津子; * 14. März 1949 in Sapporo) ist eine japanische Schriftstellerin und Essayistin. Sie wurde durch Liebesromane bekannt, insbesondere durch die Erzählung Urete yuku natsu (熟れてゆく夏, Der reifende Sommer), für die sie 1988 mit dem Naoki-Preis ausgezeichnet wurde. Ihr bürgerlicher Name ist Kumagai Masae (熊谷 政江).

## Leben
Shizuko Tōdō besuchte die Oberschule Sapporo-Kita und studierte danach am Kurzzeitkolleg der Fuji-Frauenuniversität japanische Literatur. Bereits 1967 beteiligte sie sich an der Gründung der Dichtungsgemeinschaft Nijūyen shishū (にじゅうえん詩集, 20-Yen-Gedichtsammlung) und veröffentlichte im Jahr darauf ihren ersten Gedichtband Suna no shōkei (砂の憧憬, Sehnsucht aus Sand) unter ihrem Geburtsnamen Kumagai Masae.
Nach Abschluss des Studiums 1969 wandte sie sich zunehmend der Prosa zu und schrieb Kurzgeschichten für Literaturzeitschriften. 1978 erschien ihre erste Kurzgeschichte Tori, tonda (鳥、とんだ, Der Vogel flog) im Magazin Hoppō bungei, die für den Literaturpreis der Hokkaidō Shimbun nominiert wurde. In den 1980er Jahren arbeitete sie als Werbetexterin in Sapporo, schrieb aber weiter und wurde 1987 mit Madonna no gotoku (マドンナのごとく, Wie eine Madonna) erneut mit dem Hokkaidō-Literaturpreis ausgezeichnet. Die Geschichte handelt von der 35-jährigen Karrierefrau Yūko, die in Sapporo nacheinander mit zwei jüngeren Elitesoldaten der japanischen Selbstverteidigungskräfte zusammenlebt. Zwischen der selbstbewussten Protagonistin und den beiden Männern entwickelt sich eine ungewöhnliche Dreiecksbeziehung, in der Yūko zur gemeinsamen „Madonna“ stilisiert wird. Der Roman thematisiert weibliche Selbstbestimmung, Altern, Begehren und die fließenden Grenzen zwischen Freundschaft, Liebe und körperlicher Nähe. Das Buch wurde 1990 unter der Regie von Katsuo Monna verfilmt.
Mit der unter ihrem Künstlernamen veröffentlichten Sammlung Urete yuku natsu (熟れてゆく夏, Der reifende Sommer) gewann sie 1988 den renommierten Naoki-Preis. Seither gilt sie als eine der wichtigsten Vertreterinnen psychologisch realistischer Liebesliteratur in Japan. In ihren Romanen thematisiert sie oft die inneren Konflikte von Frauen zwischen traditionellen Rollenbildern und individuellen Lebensentwürfen.

## Auszeichnungen (Auswahl)
- 1983: Hokkaidō-Literaturpreis für Isu no ue no neko (unter dem Namen Kumagai Masae)
- 1988: Naoki-Preis für Urete yuku natsu
- 2001: Shimase-Preis für Liebesgeschichten für Song of Sunday
- 2003: Shibata-Renzaburō-Preis für Aki no neko
- Quelle: World of Literary Prizes[4]

## Werke (Auswahl)
- Madonna no gotoku (マドンナのごとく, Wie eine Madonna), 1988.
- Urete yuku natsu (熟れてゆく夏, Ein reifender Sommer), 1991.
- Yoru no kakera (夜のかけら, Splitter der Nacht), 1998.
- Uso (うそ, Lüge), 2000.
- Akashia kaoru (アカシア香る, Duftende Akazie), 2001.
- Mukashi no koibito (昔の恋人, Frühere Liebhaber), 2002.
- Umi no tokei – jō (海の時計 上, Die Uhr des Meeres – Band 1), 2007.
- Umi no tokei – ge (海の時計 下, Die Uhr des Meeres – Band 2), 2007.
- Sakura hausu (桜ハウス, Das Kirschblütenhaus), 2009.
- Otoko no kayui (夫の火遊び, Flammen des Ehemanns), 2010.
- Kimama na musume wagamama na haha (きままな娘 わがままな母, Launenhafte Tochter, eigensinnige Mutter), 2012.
- Dokujonikki (独女日記, Tagebuch einer alleinstehenden Frau), 2013.
- Otona ni nattara sabishiku natta (大人になったら淋しくなった, Als ich erwachsen wurde, kam die Einsamkeit), 2014.
- Mado o akereba (窓をあければ, Wenn man das Fenster öffnet), 2014.
- Otto no kanojo (夫の彼女, Die Geliebte meines Mannes), 2014.
- Hidamari no gogo (陽だまりの午後, Nachmittag im Sonnenlicht), 2014.

## Verfilmungen
- Madonna no gotoku (マドンナのごとく, Wie eine Madonna), Filmfassung 1990
- Kuroi hitomi (黒い瞳, Schwarze Augen), TV-Spezial 1999